# Avenida Caxangá
A Avenida Caxangá é uma das mais importantes vias arteriais da cidade do Recife, capital do estado de Pernambuco, Brasil. É a segunda mais longa avenida em linha reta do Brasil, apresentando percurso totalmente reto de aproximadamente 6,2 km. Foi superada com a construção da Avenida Teotônio Segurado na capital do Tocantins, Palmas, que possui um trecho de 10,2 km em linha reta num total de 26 km de extensão. Contudo, a avenida Caxangá continua sendo a mais longa avenida cuja extensão total se desenvolve numa linha reta, tanto horizontal quanto vertical, ficando seus extremos dentro de uma mesma linha de visão.

## Etimologia
O nome da avenida não tem uma origem muito clara. Há a origem tupi caa-çan-áb, que significa mata estendida; Também há caa-çang-guá, mato do vale dilatado; e ainda caa-ciangá, mato da madrasta.
Há, ainda, a analogia ao crustáceo Callinectes marginatus, conhecido por Caxangá, comum em várias partes do Brasil.

## História
A avenida Caxangá teve sua construção iniciada em 1833, tendo o engenheiro francês Louis Léger Vauthier, em 1843, em um relatório, enumerado as vantagens de estradas no Recife.
Em 1845 foi concluída a construção da Ponte pênsil da Caxangá (a primeira desse tipo no Brasil), que abria caminho para o interior de Pernambuco.
Anteriormente denominada de Estrada de Paudalho, foi também chamada de Estrada de Ambolê. No entanto, foi no tempo do Estado Novo, na administração do prefeito Novaes Filho, que a avenida Caxangá foi calçada com paralelepípedos rejuntados com cimento sobre concreto, alargada por meio de aterros e protegida por obras (estruturas como bueiros, pontes, muros de arrimo, necessárias à construção de estradas), e teve a sua inauguração em 25 de maio de 1940. Na terceira administração de Pelópidas da Silveira foi novamente ampliada, e, em 1966, foi inaugurada a construção de uma segunda faixa de rolamento em cimento armado.
Depois de ter sido criado o corredor exclusivo de ônibus pelo centro da avenida, foi aumentada sua capacidade e hoje faz parte do projeto do Corredor Leste-Oeste do Recife.

## Percurso totalmente reto
A avenida Caxangá tem início na Praça João Alfredo, onde se encontra o Sobrado da Madalena, do antigo engenho da Madalena, que deu origem e nome ao bairro.
Em seguida, atravessa os bairros do Zumbi, Cordeiro, Iputinga, terminando no bairro do Caxangá, na Ponte da Caxangá (Ponte Marechal Castello Branco), sobre o Rio Capibaribe.
No bairro da Iputinga, atravessa por baixo a BR-101, Viaduto da Caxangá, que corta a cidade no sentido norte-sul.
Atualmente, com as edificações e a arborização, além do trânsito intenso ao longo do dia, já não é mais  possível visualizar os extremos. Porém, até os anos 1970, estando o observador no centro da ponte da Caxangá, podia ver perfeitamente o Sobrado da Madalena, distante 6 km, pois seu relevo também é totalmente reto.